# Comuna de Niedrzwica Duża
Niedrzwica Duża (polaco: Gmina Niedrzwica Duża) é uma gminy (comuna) na Polónia, na voivodia de Lublin e no condado de Lubelski. A sede do condado é a cidade de Niedrzwica Duża.
De acordo com os censos de 2007, a comuna tem 10 997 habitantes, com uma densidade 102,6 hab/km².

## Área
Estende-se por uma área de 106,82 km², incluindo:
- área agricola: 84%
- área florestal: 9%

## Demografia
Dados de 30 de Junho 2004:
|                      | Total   | Total | Mulheres | Mulheres | Homens  | Homens |
| -------------------- | ------- | ----- | -------- | -------- | ------- | ------ |
|                      | pessoas | %     | pessoas  | %        | pessoas | %      |
| População            | 10 957  | 100   | 5604     | 51,1     | 5353    | 48,9   |
| Densidade (pop./km²) | 102,6   | 100   | 52,5     | 52,5     | 50,1    | 50,1   |

De acordo com dados de 2002, o rendimento médio per capita ascendia a 1164,52 zł.

## Comunas vizinhas
- Bełżyce, Borzechów, Głusk, Lublin, Konopnica, Strzyżewice, Wilkołaz